# شب زنده‌دار (فیلم)
شب زنده دار (انگلیسی: Night of the Living Deb) فیلم کمدی رمانتیک و زامبی محور آمریکایی محصول سال ۲۰۱۵ با بازیگری ماریا ثیر، مایکل کاسدی، ری وایز و کریس مارکت می‌باشد. فیلم در سایت راتن تومیتوز نمره ۶٫۶۴ از ۱۰ نمره را دریافت کرده‌است.

## داستان
فیلم با دختر با اعتماد به نفس پایین که خودش پیشنهاد دوستی به پسر غریبه ای که در بار می‌بیند آغاز می‌شود آنها شب را در خانه پسر می‌گذرانند اما صبح روز بعد شاهد اتفاقات عجیبی هستند.